# Birkāli
Birkāli är en ort i Indien.   Den ligger i distriktet Hanumangarh och delstaten Rajasthan, i den nordvästra delen av landet, 260 km väster om huvudstaden New Delhi. Birkāli ligger 191 meter över havet och antalet invånare är 5 000.
Terrängen runt Birkāli är mycket platt. Runt Birkāli är det ganska tätbefolkat, med 90 invånare per kvadratkilometer. Närmaste större samhälle är Nohar, 17,9 km öster om Birkāli. Omgivningarna runt Birkāli är i huvudsak ett öppet busklandskap.